# Station Szklary Grodkowskie
Station Szklary Grodkowskie is een spoorwegstation in de Poolse plaats Szklary.